# Paulo Martins (político)
Paulo Martinho Martins ComL (27 de junho de 1953 — Funchal, 3 de outubro de 2014) foi um político português da União Democrática Popular (UDP) e do Bloco de Esquerda (BE).
Estudou Medicina em Lisboa por dois anos, até 1972. Nesse ano regressou à Madeira e começou a dar aulas de Geografia e Matemática. Após a Revolução dos Cravos de 1974, cofundou o movimento autonomista União do Povo da Madeira (UPM). Foi candidato à Assembleia Constituinte pela Frente Eleitoral Comunista (FEC-ML) em 1975.
Foi deputado à Assembleia Legislativa Regional da Madeira desde 1976 até 2008. Até 2004, foi deputado pela UDP e, depois, pelo BE, o sucessor institucional daquela. Cumpriu os últimos mandatos com períodos de suspensão para permitir a entrada, em rotatividade, de outros deputados pela mesma lista: a sua esposa, Guida Vieira, o seu sucessor, Roberto Almada, e Violante Matos. Foi agraciado com o título de comendador da Ordem da Liberdade pelo presidente Jorge Sampaio a 9 de junho de 2003.
Na cidade do Funchal, tem nomeadas em sua honra a rotunda Comendador Paulo Martins e a sala de conferências Espaço Paulo Martins, adjacente à sede regional do Bloco de Esquerda.